# Wessel Flóra
Wessel Flóra, férjezett Weisz Rezsőné (Budapest, 1886. szeptember 13. – Budapest, 1976. április 2.) gyógyszeranalitikus, a kémiai tudományok kandidátusa (1956).

## Élete
Wessel Mór (1846–1914) kereskedő, Az Újság pénztárosának és Grosner Rudolfina (1856–1943) harmadik gyermekeként született zsidó családban. Középiskolai tanulmányait a VII. kerületi Dohány-utcai polgári leányiskolában kezdte, majd az Országos Nőképző Egyesület Veres Pálné leánygimnáziumában érettségizett. 1908-ban a Budapesti Tudományegyetemen gyógyszerészi oklevelet, majd egy évvel később A morfin alkaloidák reakcióiról című disszertációjával gyógyszerészdoktori oklevelet szerzett. Egyike volt az első két nőnek, akiket felvettek a Magyarországi Gyógyszerész-Egyesület tagjainak sorába. Először a budapesti Vegyvizsgáló laboratóriumának munkatársa volt. 1912–16-ban a gyógyszerészgyakornoki tanfolyamon tanársegédként dolgozott. 1916–18-ban a Székesfővárosi Anyagvizsgáló Állomáson analitikus volt. 1918-tól a Chinoin Gyógyszergyár Minőségellenőrző Laboratóriumának vezetője, majd műszaki-gazdasági szaktanácsadójaként és főosztályvezetőként működött. Nevéhez fűződik a mai értelemben vett üzemi minőség-ellenőrzési rendszer kialakítása. 1975-ben kapta képhez vasdiplomáját. Halálának évében vonult nyugdíjba.
Férje Weisz Rezső vegyészmérnök volt, akihez 1925. április 16-án Budapesten, az Erzsébetvárosban ment nőül. Sógora Preisich Kornél gyermekorvos.
Urnasírja a budapesti Farkasréti temetőben található.

## Főbb munkái
- A morfin alkaloidák reakcióiról. Gyógyszerészdoktori értekezés. (Budapest, 1909)
- Allyl-származékok bromometriás meghatározásáról. Magyar Gyógyszerésztudományi Társaság Értesítője. 1937. 161–164. o.
- Az alfa-allyl-gamma-valero-lakton képződése di-allyl-ecetsavból. Magyar Gyógyszerésztudományi Társaság Értesítője. 1938. 17–21. o.